# TýTý 2005
Dne 11. března 2006 se konalo slavnostní vyhlášení XV. ročníku prestižní ankety TýTý 2005. Přímý přenos vysílala TV Nova v sobotu večer ve 20.00. Večerem provázel Leoš Mareš. V tomto ročníku se naposledy předávala cena osobnosti televizních soutěžních pořadů.

## Výsledky
| Kategorie                              | Vítěz               | Televize       |
| -------------------------------------- | ------------------- | -------------- |
| Osobnost televizního zpravodajství     | Jolana Voldánová    | Česká televize |
| Osobnost televizní publicistiky        | Radek John          | TV Nova        |
| Osobnost televizních zábavných pořadů  | Jan Kraus           | Česká televize |
| Osobnost televizních soutěžních pořadů | Jan Rosák           | TV Nova        |
| Zpěvák                                 | Karel Gott          |                |
| Zpěvačka                               | Aneta Langerová     | TV Nova        |
| Herec                                  | Roman Zach          | TV Nova        |
| Herečka                                | Daniela Šinkorová   | TV Nova        |
| Seriál roku                            | Četnické humoresky  | Česká televize |
| Pořad roku                             | Uvolněte se, prosím | Česká televize |
| Objev TýTý                             | Ivana Jirešová      | TV Nova        |
| Absolutní vítěz                        | Aneta Langerová     | TV Nova        |
| Dvorana slávy                          | Vladimír Opletal    | Česká televize |